# Ophioconis vivipara
Ophioconis vivipara är en ormstjärneart som beskrevs av Ole Theodor Jensen Mortensen 1925. Ophioconis vivipara ingår i släktet Ophioconis och familjen Ophiodermatidae. Inga underarter finns listade i Catalogue of Life.